# Virtuelle Messe
Eine virtuelle Messe oder auch Webmesse ist eine Messe, die nicht ortsgebunden ist. Trotz des Online-Formats ist sie häufig zeitlich beschränkt, um die für Messen wichtige Interaktion zu erreichen. Virtuelle Messen, die dauerhaft Online präsent sind, erreichen die Interaktionen mit Hilfe von Online Live Events, wie Live Chat Days, Webinare oder interaktive Livestreams. Neben Marketing-Veranstaltungen werden virtuelle Messen auch für andere Zwecke eingesetzt: interne Informationsveranstaltungen großer Firmen sowie virtuelle Partner-Events sind zwei prominente Beispiele.
Die Ziele der Aussteller und der Besucher sind die gleichen wie bei einer konventionellen Messe. Besucher möchten verschiedene Anbieter vergleichen und einen Marktüberblick erhalten. Aussteller möchten ihr Unternehmen bekannter machen und Waren oder Dienstleistungen verkaufen.

## Begriff
Der Begriff virtuelle Messe umfasst alle Maßnahmen zur digitalen Abbildung einer analogen Messe. Unter einer analogen Messe versteht man eine im wirtschaftlichen Sinne temporäre und wiederkehrende Marketing-Veranstaltung zur Präsentation von Waren und Dienstleistungen. Das Onlineangebot der virtuellen Messe ist mit festen Ablaufplänen der Events und Programme ebenfalls zeitlich begrenzt. Ausgewählte Angebote können möglicherweise jedoch nachträglich als Aufzeichnung zur Verfügung gestellt werden.

## Unterschiede zur konventionellen Messe
Im Vergleich zwischen virtueller und konventioneller Messe stechen zwei Punkte hervor. Die konventionelle Messe bietet die Möglichkeit für persönliche Gespräche vor Ort. Die virtuelle Messe bietet eine deutliche Kostenersparnis für beide Seiten und ermöglicht zudem über das Internet persönliche Gespräche. Aufgrund des Online-Formats sind diese Gespräche aber oft weniger intensiv als bei einer physischen Messe.
Eine Kommunikation per Headset und Webcam kommt einem persönlichen Gespräch sehr nahe. Zeitgemäße Plattformen für virtuelle Messen erlauben auch genau diese direkte Live-Kommunikation. Hierbei wird aber empfohlen, auch die Zeitpunkte organisierter Live Events auf virtuellen Messen unbedingt zeitlich zu begrenzen, um so einen möglichst hohen Grad der Interaktion zu erreichen.
Die Kostenersparnis der virtuellen Messe sowohl für den Besucher als auch für den Aussteller sorgt für eine Steigerung der Besucherzahlen. Der Aussteller spart Personal, den Messestand und Give-aways bzw. Drucksachen. Stattdessen muss nur eine virtuelle Messeseite (z. B. ein virtueller Messestand) erstellt werden sowie Informationsmaterial in digitaler Form.
Der Besucher spart sich die Reise zur Messe und ist flexibler bei der Termingestaltung. So kann direkt vom heimischen Schreibtisch oder Büro teilgenommen werden.

## Virtuelle Karrieremesse
Mittlerweile finden in Deutschland jedes Jahr zahlreiche virtuelle Karrieremessen statt. Hierbei ist es den teilnehmenden Unternehmen möglich, den eigenen Betrieb zu präsentieren und potentielle Bewerber über Einstiegs- und Karrieremöglichkeiten zu informieren. 
Zielgruppe solcher Messen sind meist Berufseinsteiger und Absolventen, aber es können, im Unterschied zu physischen Karrieremessen bei Online-Events auch berufserfahrene Personen erreicht werden. Dies sind in der Regel qualifizierte Arbeitskräfte, die zwar über eine Stelle verfügen, sich aber einen Jobwechsel grundsätzlich vorstellen können. Solche Personen besuchen keine physischen Karriere-Events, sondern informieren sich bevorzugt über möglichst anonyme Wege. Daher sind insbesondere für diese Zielgruppen Online-Karrieretage und virtuelle Recruiting-Veranstaltungen sehr interessant.
Im heutigen Zeitalter der Medien, befinden sich auch Messen in einem ständigen Wandel. Mittlerweile werden immer mehr virtuelle Karrieremessen angeboten. Für angehende Berufseinsteiger werden in Deutschland zusätzlich zu den Karrieremessen eine Reihe von virtuellen Ausbildungsmessen veranstaltet.

## Augmented Reality auf Onlinemessen
Der Begriff Augmented Reality, kurz AR, (deutsch: „erweiterte Realität“) bezeichnet die digitale Erweiterung der physischen Welt mit virtuellen Elementen, die interaktiv in Echtzeit abgebildet werden. Dazu wird das angezeigte Suchfeld der Kamera eines Smartphones oder Tablets mit Text, Bild, Video oder 3D-Modell überlagert. Produkte und Möbel können so digital in die gewünschte Umgebung gestellt werden und in Echtzeit von allen Seiten inspiziert werden. Dank dieser Technologie können Aussteller der virtuellen Messe ihre Produktpalette realitäts- und detailgetreu präsentieren. Besucher und Kunden verfügen über die Möglichkeit vor dem Kauf zu prüfen, ob das Produkt ihren Vorstellungen entspricht, indem sie es in die eigenen vier Wände projizieren. Textur, Material, Originalgröße und Details können rundherum gesichtet und angepasst werden. Der entscheidende Vorteil gegenüber einer physischen Messe ist der unbegrenzte Platz im virtuellen Raum. Platziert der Aussteller einen Katalog inklusive des gesamten Sortimentes auf dem digitalen Tresen, können Messebesucher jedes Produkt einzeln in AR betrachten. Auf einer realen Messe ist die Auswahl von Produkten, die wirklichkeitsgetreu präsentiert werden können räumlich begrenzt.